# Питаловски рејон
Питаловски рејон (рус. Пыталовский район) административно-територијална је јединица другог нивоа и општински рејон смештен на крајњем западу Псковске области, односно на западу европског дела Руске Федерације.
Административни центар рејона је град Питалово. Према проценама националне статистичке службе Русије за 2015, на територији рејона је живело 11.307 становника или у просеку око 11,8 ст/км².

## Географија
Питаловски рејон смештен је на крајњем западу Псковске области. Обухвата територију површине 1.111,1 км², и по том параметру налази се на 22. месту међу 24 рејона у области. Граничи се са Палкинским рејоном на северу, на североистоку је Островски, а на југоистоку Красногородски рејон. Његове западне и југзападне границе уједно представљају границу Руске Федерације и Летоније.
Питаловски рејонс смештен је у централним деловима простране Псковске низије и његова целокупна теритрија налази се у сливном подручју реке Великаје (највеће притоке Псковског језера). Две значајне притоке Великаје протичу преко територије овог рејона, Кухва на северу и Утроја која тече од југозапада ка североистоку. Преко територије рејона теку и најзначајније притоке Утроје Лжа и Лада. Ка Великој директно отиче и река Вјада са својим притокама Киром и Тростјанком.

## Историја
Подручје савременог Питаловског рејона је 11. септембра 1920. сходно одредбама Ришког мира ушло у састав Летоније, и у њеним границама је остало све до окончања Другог светског рата. Подручје је враћено Русији де факто 23. августа 1944. године када су трупе Црвене армије протерале фашисте са тог подручја. Савремени Питаловски рејон успостављен је 16. јануара 1945. године.
Рејон је привремено био распуштен од 3. октобра 1959. до 12. јануара 1965. године, а његова територија је у међуврмену припојена суседним Красногородском и Островском рејону.
Летонија се званично одрекла територијалних претензија на подручје Питаловског рејона 27. марта 2007. године.

## Демографија и административна подела
Према подацима са пописа становништва из 2010. на територији рејона је живело укупно 12.083 становника, док је према процени из 2015. ту живело 11.307 становника, или у просеку 11,8 ст/км². По броју становника Питаловски рејон се налази на 17. месту у области.
| 1959.  | 1970.  | 1979.  | 1989.  | 2002.  | 2010.  | 2015.   |
| ------ | ------ | ------ | ------ | ------ | ------ | ------- |
| 26.066 | 18.498 | 15.728 | 16.261 | 14.853 | 12.083 | 11.307* |

Напомена:* Према процени националне статистичке службе. 
Према подацима са пописа из 2010. на подручју рејона постоји укупно 326 села (од којих је њих 22 било без становништва) међусобно подељених у 4 трећестепене општине (једну градску и три сеоске). Једино градско насеље у рејону је град Питалово, административни центар рејона у којем живи око половине од укупне рејонске популације.